# Millennium Estoril Open 2018 - Qualificazioni singolare
Le qualificazioni del singolare maschile del Millennium Estoril Open 2018 sono state un torneo di tennis preliminare per accedere alla fase finale della manifestazione. I vincitori dell'ultimo turno sono entrati di diritto nel tabellone principale. In caso di ritiro di uno o più giocatori aventi diritto a questi sono subentrati i lucky loser, ossia i giocatori che hanno perso nell'ultimo turno ma che avevano una classifica più alta rispetto agli altri partecipanti che avevano comunque perso nel turno finale.

## Teste di serie
1. Tim Smyczek (qualificato)
2. Corentin Moutet (ultimo turno)
3. Aleksandr Bublik (primo turno)
4. Simone Bolelli (qualificato)

1. Alessandro Giannessi (primo turno)
2. Stéphane Robert (primo turno)
3. Jaume Munar (ultimo turno)
4. Kenny de Schepper (primo turno)

## Qualificati
1. Tim Smyczek
2. João Domingues

1. Ricardo Ojeda Lara
2. Simone Bolelli

## Tabellone

### Legenda
| - Q = Qualificato - WC = Wild card - LL = Lucky loser | - ALT = Alternate - SE = Special Exempt - PR = Protected Ranking | - w/o = Walkover - r = Ritirato - d = Squalificato |

### Sezione 1
|  | Primo turno | Primo turno       | Primo turno      | Primo turno | Primo turno |  |  | Ultimo turno | Ultimo turno  | Ultimo turno  | Ultimo turno | Ultimo turno |  |
|  |             |                   |                  |             |             |  |  |              |               |               |              |              |  |
|  | 1           | Tim Smyczek       | Tim Smyczek      | 6           | 6           |  |  |              |               |               |              |              |  |
|  | WC          | Francisco Cabral  | Francisco Cabral | 2           | 1           |  |  | 1            | Tim Smyczek   | Tim Smyczek   | 6            | 6            |  |
|  |             | Frederico Gil     | 6                | 1           | 6           |  |  |              | Frederico Gil | Frederico Gil | 4            | 2            |  |
|  | 8           | Kenny de Schepper | 4                | 6           | 4           |  |  |              |               |               |              |              |  |

### Sezione 2
|  | Primo turno | Primo turno          | Primo turno          | Primo turno | Primo turno |  |  | Ultimo turno | Ultimo turno    | Ultimo turno | Ultimo turno | Ultimo turno |  |
|  |             |                      |                      |             |             |  |  |              |                 |              |              |              |  |
|  | 2           | Corentin Moutet      | 7                    | 2           | 6           |  |  |              |                 |              |              |              |  |
|  |             | Salvatore Caruso     | 63                   | 6           | 4           |  |  | 2            | Corentin Moutet | 4            | 6            | 3            |  |
|  |             | João Domingues       | João Domingues       | 7           | 6           |  |  |              | João Domingues  | 6            | 2            | 6            |  |
|  | 5           | Alessandro Giannessi | Alessandro Giannessi | 5           | 1           |  |  |              |                 |              |              |              |  |

### Sezione 3
|  | Primo turno | Primo turno        | Primo turno        | Primo turno | Primo turno |  |  | Ultimo turno | Ultimo turno       | Ultimo turno | Ultimo turno | Ultimo turno |  |
|  |             |                    |                    |             |             |  |  |              |                    |              |              |              |  |
|  | 3           | Aleksandr Bublik   | Aleksandr Bublik   | 5           | 1           |  |  |              |                    |              |              |              |  |
|  |             | Ricardo Ojeda Lara | Ricardo Ojeda Lara | 7           | 6           |  |  |              | Ricardo Ojeda Lara | 6            | 2            | 6            |  |
|  |             | João Monteiro      | 6                  | 65          | 7           |  |  |              | João Monteiro      | 3            | 6            | 3            |  |
|  | 6           | Stéphane Robert    | 3                  | 7           | 64          |  |  |              |                    |              |              |              |  |

### Sezione 4
|  | Primo turno | Primo turno           | Primo turno           | Primo turno | Primo turno |  |  | Ultimo turno | Ultimo turno   | Ultimo turno   | Ultimo turno | Ultimo turno |  |
|  |             |                       |                       |             |             |  |  |              |                |                |              |              |  |
|  | 4           | Simone Bolelli        | Simone Bolelli        | 6           | 6           |  |  |              |                |                |              |              |  |
|  |             | Félix Auger-Aliassime | Félix Auger-Aliassime | 4           | 1           |  |  | 4            | Simone Bolelli | Simone Bolelli | 6            | 6            |  |
|  | WC          | Tiago Cação           | Tiago Cação           | 5           | 3           |  |  | 7            | Jaume Munar    | Jaume Munar    | 1            | 4            |  |
|  | 7           | Jaume Munar           | Jaume Munar           | 7           | 6           |  |  |              |                |                |              |              |  |